# اسطوره امروز
اسطورهٔ امروز (فرانسوی: Mythologies، ت. «اساطیر») کتابی نوشتهٔ رولان بارت است که در سال ۱۹۵۷ منتشر شد. این کتاب دربرگیرندهٔ پنجاه و سه مقالهٔ کوتاه است که بین سال‌های ۱۹۵۴ تا ۱۹۵۶ نوشته شده‌اند و بیشتر آنها برای اولین بار در مجلهٔ ادبی فرانسوی Les Lettres nouvelles منتشر شده‌اند. بارت در این مقالات، گرایش نظام‌های ارزشی اجتماعی معاصر (به‌ویژه نظام بورژوازی) به خلق اسطوره‌های مدرن را بررسی می‌کند. بارت در این کتاب، نشانه‌شناسی فرایند خلق اسطوره را نیز تحلیل می‌کند و با افزودن سطح دومی که در آن نشانه‌ها به سطح اسطوره ارتقا می‌یابند، نظام تحلیل نشانهٔ فردینان دو سوسور را به‌روزرسانی می‌کند.
کتاب اساطیر برای اولین بار در سال ۱۹۷۲ به صورت خلاصه به زبان انگلیسی منتشر شد. در سال ۲۰۱۲، انتشارات هیل و وانگ نسخهٔ انگلیسی جدیدی از کتاب با عنوان اساطیر: نسخهٔ کامل را با ترجمه جدید منتشر کرد که توسط ریچارد هوارد (بخش اول: اساطیر) و آنت لاورز (بخش دوم: اسطورهٔ امروز) ترجمه شده بود.